# Giuseppe Cavo Dragone

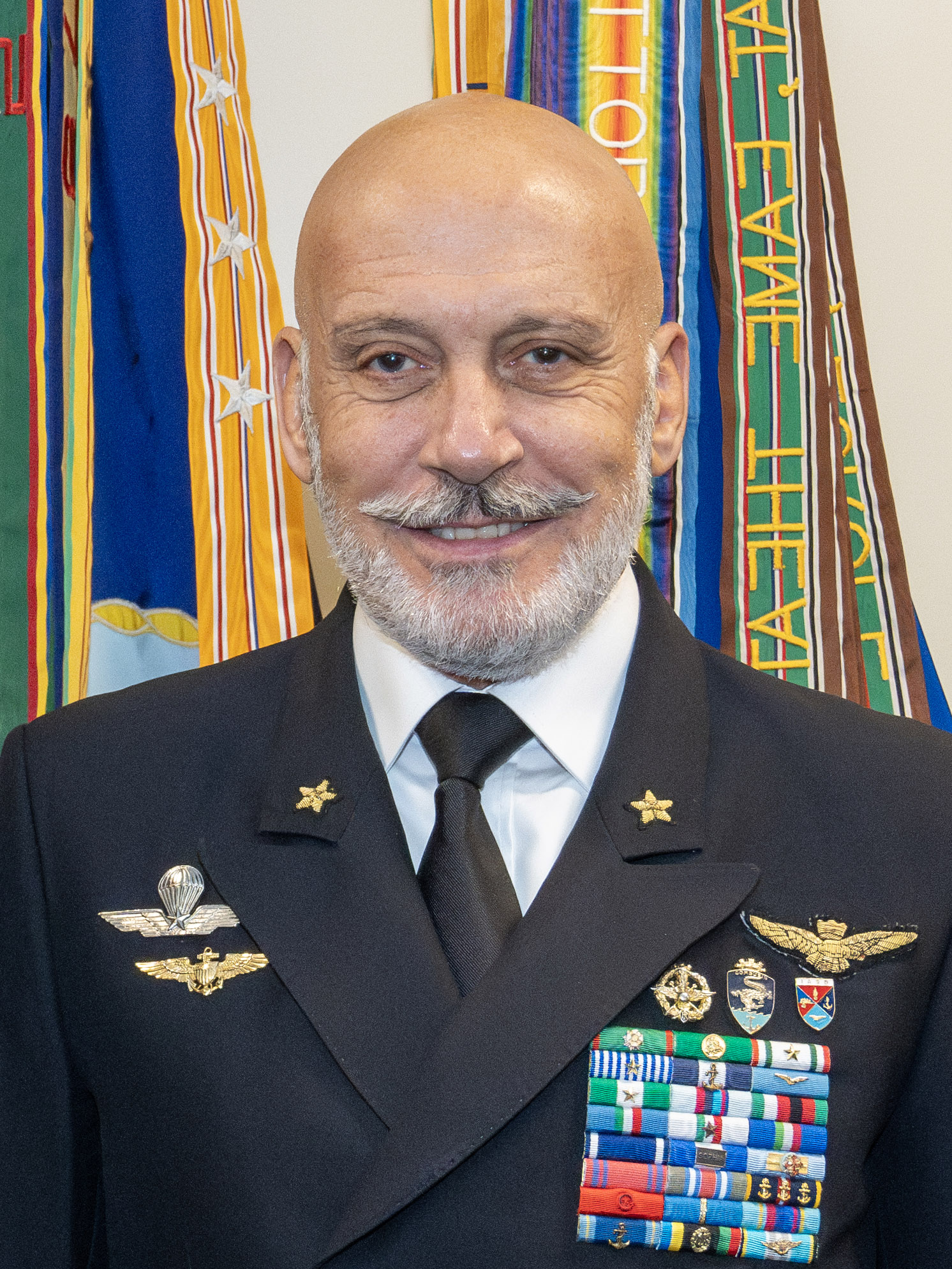
Giuseppe Cavo Dragone (2024)

Giuseppe Cavo Dragone (* 28. Februar 1957 in Arquata Scrivia, Piemont) ist ein Admiral der italienischen Marine. Von November 2021 bis Oktober 2024 war er Generalstabschef der italienischen Streitkräfte, seit Januar 2025 ist er Vorsitzender des NATO-Militärausschusses.

## Leben

### Militärische Laufbahn
Cavo Dragone absolvierte von 1976 bis 1980 die Offizierausbildung an der Accademia Navale. Nach einer kurzen Verwendung auf der Fregatte Orsa wurde er in den Vereinigten Staaten zum Flugzeug- und Hubschrauberpiloten ausgebildet. Ab 1981 diente er an Bord des Zerstörers Ardito als Hubschrauberpilot, unter anderem bei einem Auslandseinsatz nach dem Libanonkrieg 1982. Bis 1987 flog er von Fregatten der Maestrale-Klasse aus Hubschrauber, danach übernahm er das Minenjagdboot Milazzo, mit dem er von September 1987 bis März 1988 wegen des Tankerkriegs im Rahmen der 18º Gruppo navale im Persischen Golf operierte. Im Anschluss erfolgte auf dem Militärflugplatz Sarzana-Luni die Umschulung auf den Sea King. Kurz nach deren Abschluss wurde Cavo Dragone erneut in die USA entsandt, wo er beim United States Marine Corps eine Ausbildung an Senkrechtstartern vom Typ McDonnell Douglas AV-8 erhielt, welche die italienische Marine dank einer Gesetzesänderung von 1989 für ihren Flugdeckkreuzer Giuseppe Garibaldi beschaffen durfte. 1991 wurde Cavo Dragone der erste Staffelkapitän der neuen italienischen Harrier-Einheit. 1993 kehrte er zu einer Fortbildung am Harrier nochmals in die USA zurück, danach diente er beim Flottenkommando in Santa Rosa bei Rom im Bereich Luftoperationen. Es folgte die Admiralstabsausbildung in Livorno und der Besuch der Führungsakademie der Streitkräfte in Rom. Im September 1996 übernahm er für ein Jahr die Fregatte Euro, danach bis 1998 erneut die Harrier-Staffel der Aviazione Navale. Von 1999 bis 2002 leitete er die Forschungs- und Entwicklungsabteilung des Admiralstabs in Rom. Danach übernahm er bis 2004 den leichten Flugzeugträger Garibaldi. Bis Juni 2005 nahm er an einem weiteren Lehrgang an der Führungsakademie der Streitkräfte teil und schloss ein Studium der Politikwissenschaft an der Universität Triest ab, nachdem er 2002 einen Abschluss an der Universität Pisa gemacht hatte.

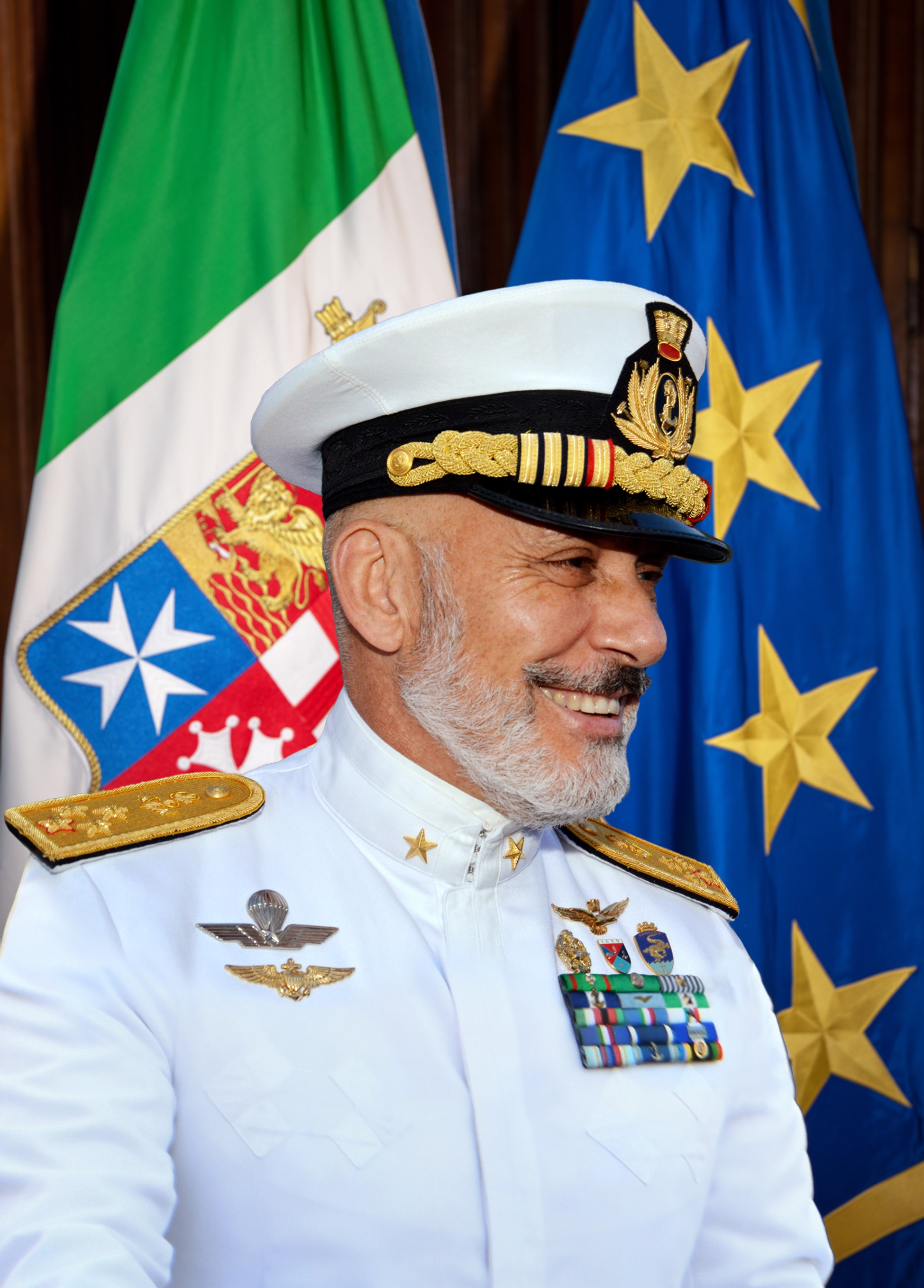
Giuseppe Cavo Dragone als Admiral der Marina Militare (2019)

Als Ein-Stern-Admiral kommandierte Cavo Dragone vom 27. Oktober 2005 bis zum 5. September 2008 die italienischen Marineflieger, vom 11. September  2008 bis zum 12. Oktober 2011 dann die Spezialkräfte der Marine. Vom 13. Oktober 2011 bis zum 17. Oktober 2014 leitete er die Marineakademie in Livorno. Vom 3. November 2014 bis zum 27. Juni 2016 leitete Cavo Dragone das Einsatzkommando Spezialkräfte der Streitkräfte in Rom-Centocelle. Am 1. Juli 2016 übernahm er als Dreisterne-Admiral am selben Ort von General Marco Bertolini das Einsatzführungskommando der Streitkräfte. Am 21. Juni 2019 wurde Cavo Dragone Nachfolger von Admiral Valter Girardelli auf dem Posten des Admiralstabschefs.
Die italienische Regierung designierte Cavo Dragone am 19. Oktober 2021 zum neuen Generalstabschef der italienischen Streitkräfte; diesen Posten übernahm er am 5. November 2021 von dem Luftwaffengeneral Enzo Vecciarelli. Da Cavo Dragone als Chef des Admiralstabs die Altersgrenze bereits überschritten hatte, musste für seine Ernennung zum Generalstabschef ein Paragraph des Militärorganisationsgesetzes modifiziert werden. Demnach ist er seither de jure ein reaktivierter Reservist.
Am 4. Oktober 2024 gab Admiral Cavo Dragone den Posten des Generalstabschefs der italienischen Streitkräfte an General Luciano Portolano ab. Am 16. September 2023 wurde Cavo Dragone zum neuen Vorsitzenden des NATO-Militärausschusses gewählt und übernahm das Amt von Rob Bauer am 17. Januar 2025.

### Privates
Giuseppe Cavo Dragone ist verheiratet und hat drei erwachsene Kinder.

## Ehrungen und Auszeichnungen
- 2019: Verdienstorden der Italienischen Republik (Großkreuz)
- 2022: Ehrenlegion (Offizier)